# Gerard Jan Leppink
Gerard Jan Leppink (Nijmegen, 13 maart 1928 − Odijk, 2 februari 2018) was een Nederlandse hoogleraar wiskunde, in het bijzonder in de statistiek.

## Biografie
Leppink volgde na het gymnasium bèta de studie wiskunde aan de Universiteit Utrecht. Hij promoveerde daar in 1961 bij Hans Freudenthal op het proefschrift On the estimation of the spectral density function by the periodogram truncated at an estimated point. Daarna werkte hij als plaatsvervangend hoofd bewerking waarnemingsuitkomsten bij TNO. Per 1 juni 1963 werd hij benoemd te Utrecht tot gewoon hoogleraar in de mathematische statistiek en inaugureerde met de rede Modellen. Meteen na zijn aantreden schreef hij syllabi voor de opleiding statistiek. In 1978 sprak hij de diësrede uit onder de titel Wetenschappelijk rekenen? Hij zou ruim 25 jaar het hoogleraarsambt bekleden en ging per 1 september 1990 met emeritaat, waarbij hij de afscheidsrede Doe-het-zelven in de statistiek uitsprak.
Prof. dr. G.J. Leppink overleed in 2018 op 89-jarige leeftijd. Hij stelde zijn lichaam ter beschikking van de wetenschap.

## Instituut voor Mathematische Statistiek
Leppink richtte het Instituut voor Mathematische Statistiek op, een onderdeel van het Mathematisch Instituut. Het doel daarvan was aan onderzoekers praktische hulp te bieden bij het analyseren van grote aantallen waarnemingen. Leppinks medewerkers hebben daarmee op allerlei terreinen meegeholpen bij de statistische verwerking en analyse van onderzoeksresultaten.